# Rio Lee
O rio Lee ou O Lee (em irlandês: An Laoi) é um rio na Irlanda, que nasce nas Montanhas Shehy sobre a fronteira ocidental do Condado de Cork e desagua junto da cidade de Cork, no mar Céltico. Um sistema hidro-eléctrico foi construído sobre o rio, a montante da cidade de Cork, e parte do rio passa a incluir os reservatórios de Carrigadrohid e Inniscarra. 